# Hadena bella
Hadena bella là một loài bướm đêm trong họ Noctuidae.